# Take No Prisoners
Take No Prisioners (também conhecido como Tnp) é um jogo de tiro em terceira pessoa, desenvolvido pela Raven Software e publicado pela Red Orb Entertainment, lançado em 14 de outubro de 1997 para Microsoft Windows.

## História
O jogo se passa num futuro devastado pelo holocausto nuclear, cidades foram transformadas em pilhas de escombros e são governadas por gangues de mutantes e guerreiros enlouquecidos. Pouco a pouco a radiação vai tomando conta do planeta, arruinando a vida daqueles que sobreviveram às bombas. Diante desse quadro desesperador, um grupo de cientistas descobrem que a única forma de garantir a sobrevivência da humanidade é a criação de uma cúpula protetora que isole os efeitos da radioatividade. O problema é que a tecnologia de que precisam está nas mãos das gangues e elas não estão dispostas a cooperar. É aí que o protagonista entra na história, jogando como Slade, um brutal mercenário que deve se infiltrar nas zonas inimigas e recuperar as peças necessárias para ativar a cúpula.

## Fases
19 fases dividida em facções onde o jogador pode explorar aleatoriamente

## Armas
1. X-4 <RAVEN> Sabre de luz
2. MK <WARTHOG> Escopeta
3. M12 <PEG> Rifle de assalto
4. K6 <KUPID> Besta
5. XJ10 <FRY BABY> Lança chamas
6. HK-STR <HOGNOSE> Rifle laser
7. MARTECH <charger> Rifle elétrico
8. HI-RAD <FALLOUT> Lança granadas
9. KUZ-45 <KISSIN' KUZ> Metralhadora rotatória
10. A9 <DAF> Lança foguetes
11. SS70 <DONOR> Arma de plasma
12. PHASED TACHYON PULSE CANNON <DUDE> Canhão de Pulso